# 野田警察署
野田警察署（のだけいさつしょ）は、千葉県警察が管轄する警察署の一つである。署長は警視。

## 所在地
- 千葉県野田市宮崎147番地

## 管轄区域
- 野田市

## 庁舎概要
野田警察署庁舎
- 竣工年 : 2004年
- 延床面積 : 3,908m²
- 構造/規模 : RC造、地上4階

野田警察署車庫
- 竣工年 : 2004年
- 延床面積 : 1,308m²
- 構造/規模 : S造、地上2階/地下1階

## 沿革
- 1877年（明治10年）：松戸警察署野田分署として発足
- 1923年（大正12年）：管内で福田村事件が発生[1]
- 1924年（大正13年）：野田警察署となる
- 2004年（平成16年）：鶴奉14番地より、現在地に新築移転

## 交番
- 川間駅前交番（野田市尾崎837-43）
- 梅郷駅前交番（野田市山崎1873-28）（旧南部交番：2020年9月29日より梅郷駅東口に移転）

- 野田市駅前交番（野田市野田字弁天谷津148-7）
- 二川交番（野田市なみき2-3-1）

### 移動交番車
- 移動交番車を2台配備しており、学校の交通安全教育や、イベントの際にも使用される（2021年3月現在）。

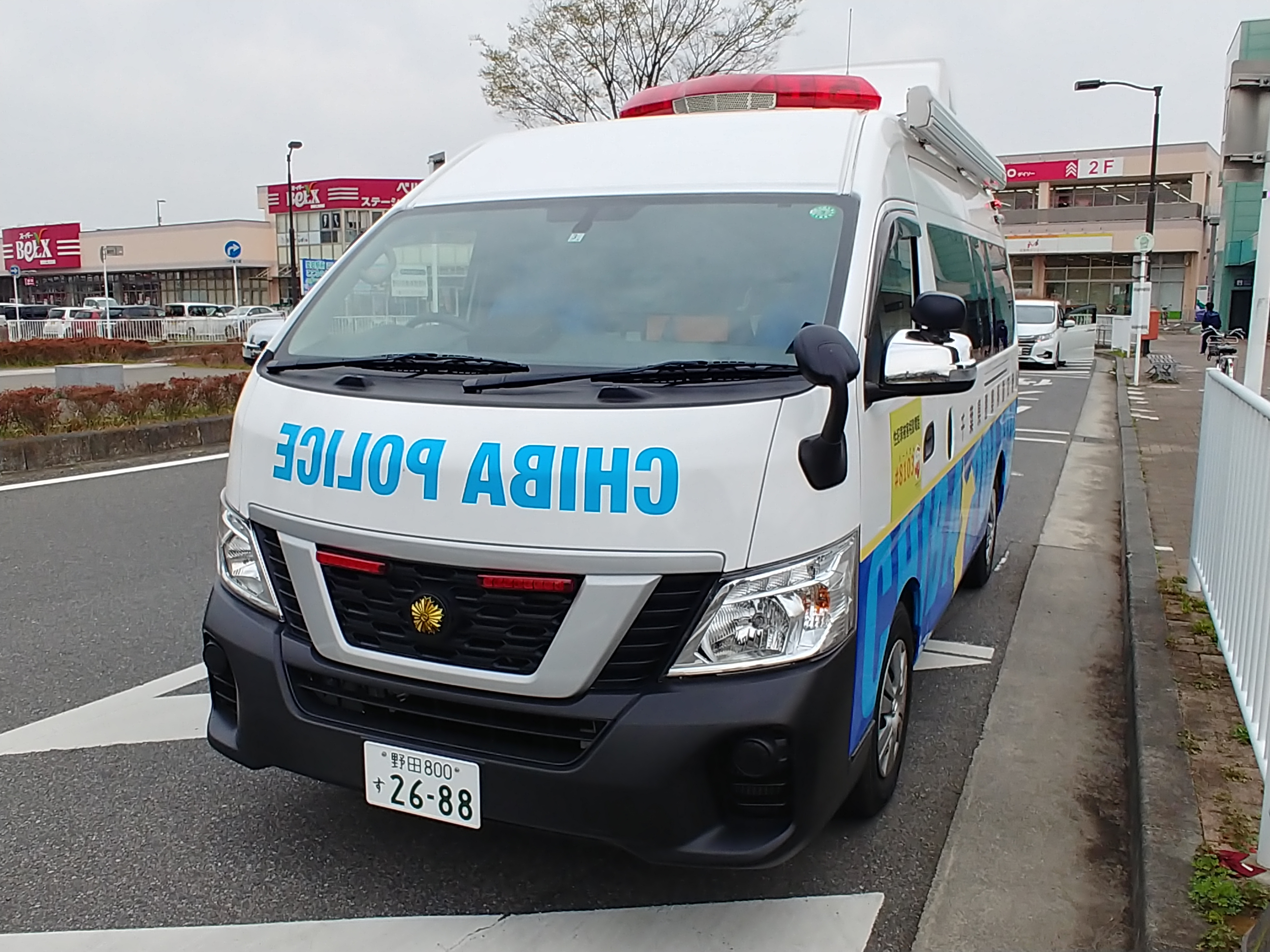
移動交番車（ワゴンタイプ）

## 駐在所
- 関宿駐在所（野田市関宿台町265-3）
- 東部駐在所（野田市金杉2317-1）
- 福田駐在所（野田市瀬戸975-3）
- 船形駐在所（野田市船形1953-4）

## 連絡所
- 野田橋警察官連絡所 - 旧野田橋交番：2007年4月1日より交番再編により管轄を野田市駅前交番に移管・統合
- 愛宕警察官連絡所 - 旧愛宕交番：2007年4月1日より交番再編により管轄を野田市駅前交番に移管・統合